# Etnoherpetología

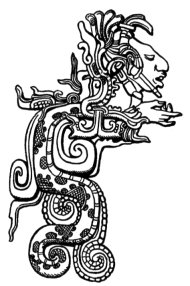
Serpiente de la mitología maya.

La etnoherpetología estudia las relaciones existentes entre las diversas culturas del mundo y los reptiles y anfibios. Para muchos pueblos, y en no pocas mitologías, estos animales poseen unas propiedades telúricas evidentes. 
Los seres humanos desde siempre se han sentido atraídos y atemorizados por estos animales tan enigmáticos en sus formas de vida. De la observación directa y la experiencia cada pueblo fue dando nombre a las especies más cercanas y reconocibles o bien obteniendo algunos beneficios o bien luchando contra ellas.
Se puede hablar de una relación basada en la generalización y en el utilitarismo en la que se equiparan algunos géneros según se consideren beneficiosos o perjudiciales.

En general los ofidios han sido y son muy temidos pero a su vez han despertado la admiración y hasta la veneración elevando en algunos lugares a estos animales a la categoría de deidades.
Algunos ofidios son verdaderramente peligrosos para el ser humano por lo que se ha producido ese temor generalizado a especies inofensivas. Para el caso español solo las víboras se pueden considerar peligrosas pero la persecución e intento de exterminio se ha generalizado a todos los géneros. Igualmente se han generado leyendas y creencias sin fundamento a veces sobre especies inexistentes o con muy poca precisión como las denominadas "alicántaras". En épocas pasadas matar culebras no solo era una práctica cotidiana sino que además se establecían recompensas por las instituciones. Posteriormente, cuando se erradican estas prácticas en los años ochenta del siglo XX serán algunos colectivos los que a veces mantengan esa costumbre. 
Para el caso español de los anuros por ejemplo encontramos que varios géneros reciben la denominación de sapo o de "escuerzo" como nombre vernáculo con algunas variantes dependiendo de las zonas. Los quelonios se han considerado como beneficiosos y en los últimos tiempos como animales de compañía. Los lacértidos se han mantenido en una posición intermedia ya que los lagartos por ejemplo han sido perseguidos por sus supuestos daños a la caza y por el peligro que pueden suponer, según las creencias populares, para las mujeres especialmente en proceso menstrual. Además en épocas pasadas se consideraban comestibles. Sin embargo las lagartijas generalmente se respetaban y se creía que con la cola escribían la fecha de la muerte sobre la arena.
Las salamanquesas (Tarentola mauritanica) han sufrido la persecución y hostigamiento en muchos casos por ser consideradas venenosas y peligrosas y se suelen confundir los nombres con las salamandras, confusión por otra parte muy antigua en España.
El reptil menos conocido es el anfisbénido llamado culebrilla ciega (Blanus cinereus)dados sus hábitos subterráneos sin embargo en muchas zonas de la península ibérica se le considera extraordinariamente peligroso y recibe denominaciones como "eslabón", equiparándose su peligrosidad a la víbora hocicuda (Vipera latastei)

La etnoherpetología se encuadra dentro de la etnozoología.